# Mazelen

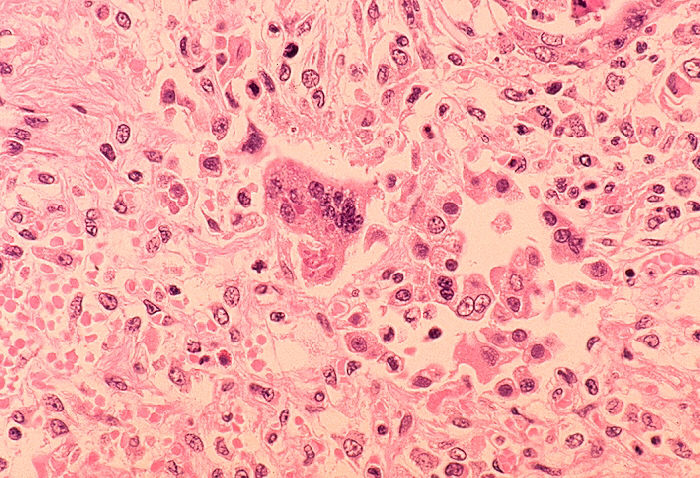
Aangetast weefsel

Mazelen is een van de meest besmettelijke ziekten, en wordt veroorzaakt door een infectie met het mazelenvirus. De ziekte treft alleen mensen en komt vooral voor bij heel jonge kinderen.  Mazelen is wereldwijd een van de belangrijkste oorzaken van sterfte bij jonge kinderen. De ziekte kan gepaard gaan met ernstige complicaties. Iedereen die niet eerder mazelen heeft gehad, niet is ingeënt of ondanks een inenting geen immuniteit heeft opgebouwd, kan de ziekte oplopen. De ziekte verspreidt zich via de luchtwegen van mens op mens. Er is geen medicijn tegen mazelen. Wel is er in het kader van preventie sinds 1963 een vaccin beschikbaar. Het mazelenvirus behoort tot de virusfamilie paramyxoviridae, genus morbilli. Het is een enkelstrengs RNA-virus.

## Incubatietijd en besmettelijkheid
Mazelen wordt veroorzaakt door een zeer besmettelijk virus met een basaal reproductiegetal tussen zestien en achttien, dat alleen bij mensen voorkomt. De tijd tussen het besmet raken en ziek worden is zeven tot veertien dagen en meestal rond de tien dagen. Een patiënt is ongeveer vier dagen eerder al besmettelijk en dit duurt tot vijf dagen na het optreden van huiduitslag.
Het virus van mazelen zit in de neus en keel van besmette personen en wordt verspreid via de lucht (hoesten, niezen, praten).

## Symptomen
Mazelen heeft een verloop in twee fasen. Het virus nestelt zich eerst in de luchtwegen. Daarna komen de met het virus geïnfecteerde lymfocyten in het bloed en verschijnen rode cirkelvormige vlekjes op de huid.
Meestal begint het ziekteverloop met verschijnselen die lijken op een stevige griep of een verkoudheid: koorts, hoesten, loopneus, ontstoken ogen. Mazelen wordt vaak pas herkend als de kenmerkende rode vlekjes vanachter de oren zich over het gezicht en in de hals verspreiden. Voordat de huiduitslag verschijnt, zijn er bij een op de drie patiënten kleine witte vlekjes op het mondslijmvlies te zien, de 'vlekjes van Koplik'. Deze worden gevolgd door verder stijgende koorts en de voor mazelen typische licht jeukende paarsrode vlekjes. De koorts kan een tweede keer hoog oplopen, en vervolgens zakt de huiduitslag via de romp naar armen en benen. De grote en kleine rode vlekken gaan geleidelijk op in een egale roodheid.

## Behandeling
Er bestaat geen medicijn tegen mazelen. Na een week verdwijnen meestal de symptomen van mazelen vanzelf doordat het eigen lichaam antistoffen heeft aangemaakt.
Ernstige complicaties kunnen vermeden worden met ondersteunende zorg, zoals juiste voeding, voldoende vochtinname en zo nodig bij uitdroging orale rehydratieoplossing. Antibiotica kunnen zo nodig voorgeschreven worden om eventuele, door een verzwakte afweer, bijkomende, bacteriële oog- en oorinfecties en longontsteking te behandelen.
De WHO adviseert alle kinderen met mazelen in ontwikkelingslanden standaard twee doses vitamine A-supplement te geven, met een tussenpoos van 24 uur. Dit kan oogbeschadiging en blindheid helpen voorkomen. Aangetoond is dat toediening van vitamine A-supplement sterfgevallen met 50% vermindert. De reden hiervan is dat in ontwikkelingslanden mensen vaak tekort aan vitamine A hebben. Het is in 2024 niet bekend wat het exacte werkingsmechanisme is van vitamine A op het verloop van de ziekte.

## Complicaties
Bij 10 tot 20% van de gevallen treden complicaties op, zoals middenoorontsteking of longontsteking. Bij 1 op de 1000 gevallen treedt hersenontsteking op. Een patiënt kan dan in coma geraken. Zeldzamer is de subacute scleroserende panencefalitis, die wordt veroorzaakt door een langzaam voortschrijdende mazelenvirusinfectie in de hersenen.
Een ernstige complicatie kan tot overlijden leiden. Mazelen is wereldwijd een van de belangrijkste oorzaken van sterfte bij jonge kinderen. Hersenontsteking kan blijvende schade opleveren. 
Hele jonge kinderen, vooral jonge baby’s van moeders die niet gevaccineerd zijn en nooit mazelen hebben gehad, hebben een verhoogde kans op ernstige ziekte en overlijden. Bij volwassenen geldt hoe ouder iemand is, hoe groter de kans op ziekenhuisopname. Kinderen met een ernstig verminderde afweer lopen het risico op een zeer ernstige, mogelijk dodelijke infectie. Bij zwangere  vrouwen die niet gevaccineerd zijn en nooit mazelen hebben gehad kan de ziekte in zeldzame gevallen tot een miskraam of vroeggeboorte leiden. Mazelen veroorzaakt bij een geïnfecteerd kind geen aangeboren afwijkingen.
De sterfte aan mazelen in een ontwikkelingsland als Nigeria is met 5-10 % veel hoger dan in een land als Duitsland, waar sinds het jaar 2000 ongeveer 1 op 10.000 geïnfecteerden (dat zijn 1 à 2 personen per jaar) aan mazelen stierf.
Onderzoekers van onder meer het Wellcome Sanger Institute in Cambridge (VK), het Amsterdam UMC en het Erasmus MC toonden in november 2019 aan dat een mazeleninfectie het risico op secundaire, bacteriële infecties vergroot, doordat de infectie het immuunsysteem onderdrukt. Mensen met mazelen verliezen een deel van hun eerder opgebouwde resistentie tegen ander ziekten. De onderzoekers toonden aan dat een mazeleninfectie 11 tot 73 procent van de opgebouwde antilichamen kan verwijderen, tot twee maanden na de infectie. Het herstel van het immuunsysteem duurt maanden, bij sommigen jaren.

## Preventie via vaccinatie
Het is mogelijk zich te laten vaccineren met het BMR-vaccin (bof, mazelen, rodehond). Het vaccin beschermt voor 95% na de eerste vaccinatie en voor 98% na het tweede vaccin. Het vaccin biedt ook nog bescherming als het binnen drie dagen na contact met het mazelenvirus wordt toegediend. 
Vaccinatie tegen mazelen is sinds 1963 mogelijk en werd in 1976 opgenomen in het Nederlandse Rijksvaccinatieprogramma (toegediend in de leeftijd van veertien maanden én negen jaar), dat uitgevoerd wordt door de Jeugdgezondheidszorg (consultatiebureaus en GGD’s). Sinds 2025 krijgen kinderen in Nederland de tweede BMR-vaccinatie op de leeftijd van drie jaar aangeboden. Ook in België wordt een vaccin aangeboden. In het Vlaamse vaccinatieprogramma van Kind en Gezin raadt men vaccinatie aan op een leeftijd van twaalf maanden en een tweede tussen tien en dertien jaar. 
De WHO stelt dat een vaccinatiegraad van 95% van de mensheid nodig is, om mazelen-uitbraken te voorkomen. In 2000 kreeg wereldwijd 73% van alle kinderen in het eerste levensjaar een eerste mazelenvaccin toegediend. In 2015 was dat gestegen tot 85%. Door vaccinaties zijn in de periode 2000-2015 naar schatting 20,3 miljoen sterfgevallen aan mazelen voorkomen. Niettemin stierven er in 2015 wereldwijd nog steeds 134.200 mensen aan de mazelen. Het ging hierbij vooral om kinderen jonger dan vijf jaar. Ten gevolge van ondervoeding is de mortaliteit het hoogst bij kinderen uit ontwikkelingslanden, vooral in delen van Afrika en Azië.
In 2017 werd in Italië inenting tegen mazelen bij schoolgaande kinderen verplicht. In Duitsland werden in datzelfde jaar kinderdagverblijven verplicht te melden als ouders niet kunnen aantonen dat hun kinderen gevaccineerd zijn. De ouders kunnen dan een geldboete krijgen.

### Bijwerkingen van de BMR-vaccinatie
De BMR-inenting geeft meestal weinig bijwerkingen. Als ze voorkomen, zijn ze mild en duren ze kort. Bijwerkingen beginnen pas 5 tot 12 dagen na de vaccinatie.

## Geschiedenis
Een Perzische arts beschreef in de 9e eeuw een ziektebeeld dat bij mazelen past. De Schotse arts Francis Home kon in 1757 aantonen dat de ziekte werd veroorzaakt door een infectie die in het bloed aanwezig was. In 1912 introduceerde men in de V.S. een meldingsplicht voor mazelen. Er werden de eerste 10 jaren gemiddeld 6000 doden per jaar gemeld. In 1954 isoleerden Enders en Peebles het mazelenvirus. Op basis daarvan  kwam er begin jaren 1960 een levend verzwakt vaccin beschikbaar dat effectief bleek te zijn.

## Epidemieën
Doordat in sommige gebieden onvoldoende mensen gevaccineerd zijn, komen soms nog relatief kleine epidemieën voor in de Westerse wereld. Op wereldschaal is er niet zozeer sprake van een epidemie, maar van continue sterfte aan mazelen.

### Nederland
De grootste en dodelijkste epidemie was in de periode 1900-1904. In 1901 stierven 2744 mensen en dat waren er 2345 in 1904. De wettelijke aangifteverplichting voor mazelen is in 1899 geschrapt. Er waren eerder 28.248 ziektegevallen van mazelen in 1893 geregistreerd en daarvan overleden 1177 mensen. 
In de jaren dertig van de twintigste eeuw waren er 200 - 300 sterftegevallen per jaar, waarna het aantal afnam met een uitschieter in 1946 toen er 385 mensen aan de mazelen overleden. Vrijwel elke volwassene had in deze periode als kind mazelen doorgemaakt.
De vaccinatie tegen de mazelen is in Nederland in 1976 ingevoerd bij kinderen van 14 maanden. In het jaar daarvoor was nog een persoon overleden. In januari 1987 werd de vaccinatie gecombineerd met die tegen de Bof en Rodehond en kinderen kregen een dosis als ze 14 maanden waren en nogmaals op een leeftijd van 9 jaar.
Er zijn uit de 35 jaar tussen 1981 en 2015 uit de doodsoorzakenstatistiek en de meldingen in totaal elf sterfgevallen van mazelen bekend, waarvan een aantal door in het buitenland opgelopen infectie.
Mazelen kwam na de initiële vaccinatie in Nederland nauwelijks meer voor, hoewel er af en toe wel kleine epidemieën opflakkerden bij niet-gevaccineerden. Vanwege de hoge besmettelijkheid hanteert de Wereldgezondheidsorganisatie WHO voor mazelen een minimale vaccinatiegraad van 95 procent om groepsimmuniteit te garanderen. Nederland zat daaronder, maar vooral in de Bijbelgordel was de vaccinatie minder hoog dan elders in het land.
Elke 10-14 jaar treedt een uitbraak van mazelen op, vooral in de gebieden met een lage vaccinatiegraad. De overlijdensgegevens in Nederland zijn sinds 1998:
- een persoon in 1998 overleden.
- epidemie eind 20e eeuw door lage vaccinatiegraad[26] in de Bijbelgordel, met ruim 2300 geïnfecteerden in 1999 en ruim 1000 in 2000  Bij die epidemie zijn drie personen overleden.[27]
- een persoon in 2003 overleden.
- kleine lokale uitbraak van mazelen in 2008 in Den Haag onder een antroposofische gemeenschap met een lage vaccinatiegraad.[28]
- uitbraak van de mazelen van mei 2013 tot maart 2014 in de Bijbelgordel[29], een meisje in Tholen in oktober overleden.[30] In deze periode werden rond de 180 mensen in het ziekenhuis opgenomen.[6]
- een meisje in 2023 overleden.[31]

### Frankrijk
- Er was in januari 2016 een uitbraak in het vluchtelingenkamp van Calais onder de daar verblijvende mensen uit onder andere Syrië en Afghanistan.[32]

### Duitsland
Er brak in oktober 2014 in Berlijn een mazelenepidemie uit. Een peuter van anderhalf jaar overleed in februari 2015 aan de ziekte. Sommige Berlijnse scholen bleven daarna uit voorzorg dicht. Duitse media berichtten dat het de eerste dode door mazelen was in Berlijn sinds 2001. Artsen raadden ouders aan om hun baby's thuis te houden, uit angst voor besmetting en voor een mogelijke chronische hersenvliesontsteking. De besmetting kwam oorspronkelijk vooral bij asielzoekers uit de Balkan voor, maar verspreidde zich daarna ook onder andere inwoners van Berlijn. De epidemie heeft de discussie over de verplichting van de vaccinatie ook op de politieke agenda geplaatst.

### Overig Europa
Er was in 2016 en 2017 een epidemie van mazelen in Europa, die de doelstelling van de WHO, om mazelen uit te roeien, in gevaar bracht. Vooral in Roemenië kwamen veel gevallen voor, evenals in Italië.

### Verenigde Staten
De mazelen zijn in 2000 in de Verenigde Staten uitgeroeid verklaard, maar later kwam de ziekte weer terug. Sommige ouders weigeren hun kinderen te laten inenten tegen de ziekte, onder andere vanwege een vermeend verband tussen het vaccin en autisme, dat op een onjuiste publicatie was gebaseerd. Andere ouders lieten hun kinderen uit religieuze overwegingen niet inenten, onder andere binnen kringen van het orthodox jodendom in Brooklyn.
Er waren in 2014 meer dan 600 gevallen van mazelen in de Verenigde Staten, het grootste aantal in meer dan twintig jaar en er was in januari 2015 een uitbraak van mazelen met in die maand meer dan honderd gevallen in veertien verschillende staten. De meeste zieke personen waren niet gevaccineerd.
Het werd in maart 2019 in een voorstad van New York, Rockland County, verboden om niet-gevaccineerde kinderen op openbare plaatsen te laten komen, op straffe van 500 dollar boete of zes maanden cel. Er vonden bij de epidemie in 2018/2019 in Rockland County, waar de vaccinatiegraad onder de 75 procent was, 48 besmettingen plaats tot 27 maart 2019. Sinds oktober 2018 zijn tot 9 april in Rockland County 166 gevallen geteld. Burgemeester Bill de Blasio heeft bepaald dat vanaf 9 april 2019 iedereen die in de wijk Williamsburg in New York woont of werkt zich moet laten vaccineren. Op het niet laten vaccineren staat een boete van 1000 dollar. Het was sinds 1981 de grootste uitbraak van mazelen in New York.
Op 26 februari 2025 werd het eerste sterfgeval door mazelen sinds 2015 gemeld. Het was een niet-gevaccineerd schoolgaand kind uit West-Texas. Het bevestigde aantal gevallen van mazelen in deze uitbraak in West-Texas bedroeg in totaal 124, volgens het Texas Department of Health Services. De meeste patiënten zijn kinderen van 5-17 jaar.

### Samoa
Op de eilandstaat Samoa brak eind 2019 een mazelenepidemie uit. Van een bevolkingsaantal van ongeveer 200.000 werd van meer dan 3000 bewoners bevestigd dat ze waren geïnfecteerd. Er overleden in november van dat jaar 42 mensen, van wie 38 kinderen jonger dan 4 jaar. In 2015 kreeg nog 85 % van de 1-jarigen een vaccin toegediend, in 2017 was dat nog maar 60 %. Het aantal doden was begin december 2019 al meer dan 60.

### Congo-Kinshasa
Er waren eind 2019 in Congo-Kinshasa meer dan 4500 sterfgevallen als gevolg van een mazelen-epidemie. De epidemie is mede te wijten aan lokale conflicten en slecht functionerende gezondheidsdiensten.

### Afrika
De WHO waarschuwde dat ziektes die met vaccinaties zijn te voorkomen, in Afrika in opmars zijn. Er worden behalve voor mazelen weer meer gevallen van gele koorts en polio geregistreerd.